# Tongue
Tongue (Gaelisch: Tunga) is een klein kustdorp in het noordwesten van het Schotse raadsgebied Highland, met een populatie van rond de duizend mensen. De naam "Tongue" komt van het Noorse woord "Tunga" dat wijst op de vorm van het gebied dat lijkt op een tong. Het dorp ligt aan de oostoever van Kyle of Tongue en ten noorden van de bergen Ben Hope en Ben Loyal.

## Geschiedenis
Het gebied was een historisch kruispunt voor de Gaels, Picten en de Vikingen.
In 1746 vond in de buurt van Tongue een beslissende zeeslag plaats tussen de twee boten van de Royal Navy en een boot van Jacobieten met een schat. De bemanning probeerde aan land te gaan met het geld maar werden gevangengenomen door de Navy met behulp van de lokale bevolking. Hierdoor verloor Bonnie Prince Charlie een grote som geld die nodig was om de oorlog te blijven financieren. Volgens de plaatselijke legende gooiden de Jacobieten het geld in Loch Hakon, een klein loch een paar km ten zuiden van Tongue (zie artikel over Loch Hakon).

## Bezienswaardigheden
- Castle Varrich: een burcht die tot ruïne is vervallen en waarvan de geschiedenis niet met zekerheid is achterhaald

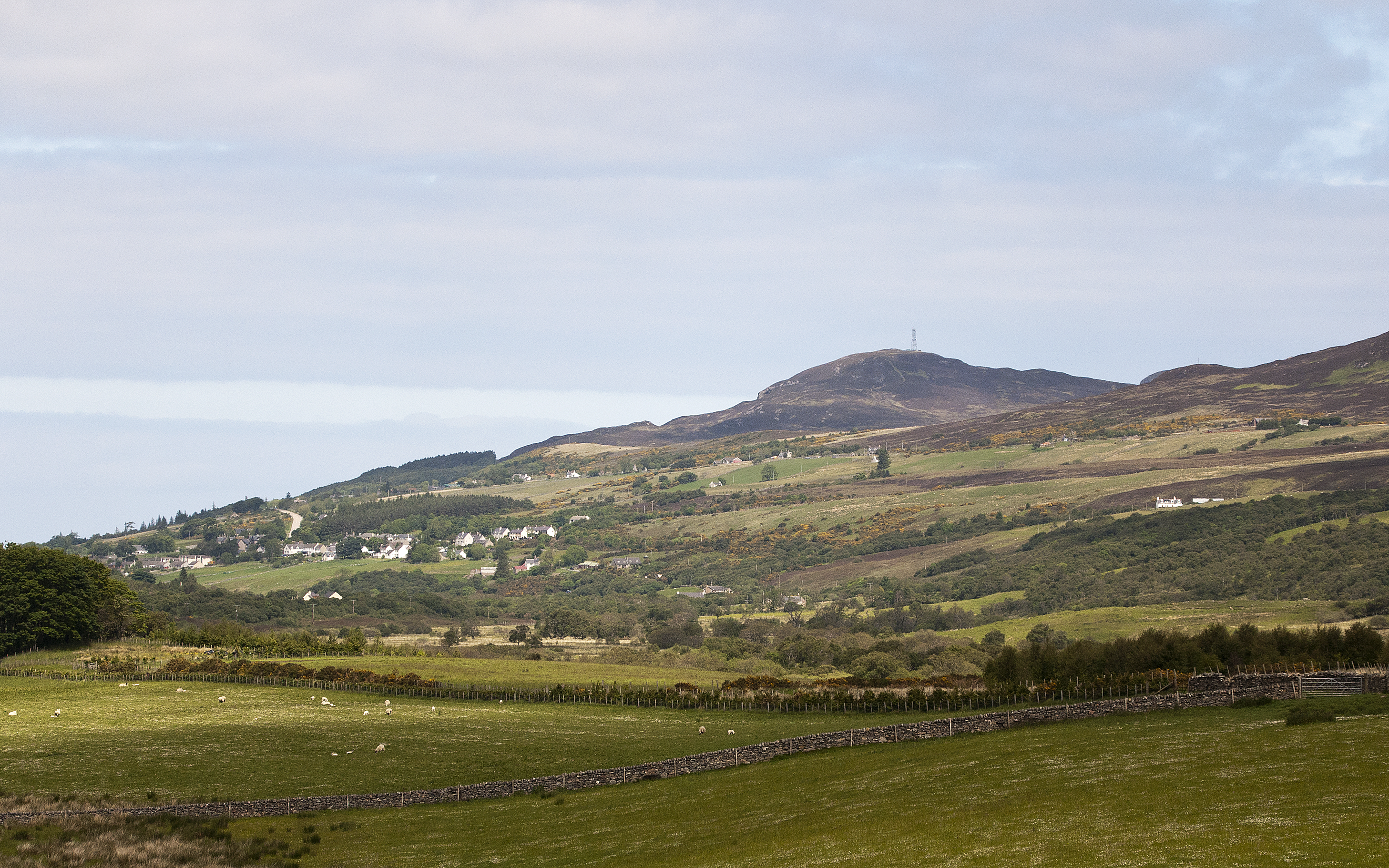
Tongue vanaf het pad naar Ben Loyal met links de steile weg naar Bettyhill
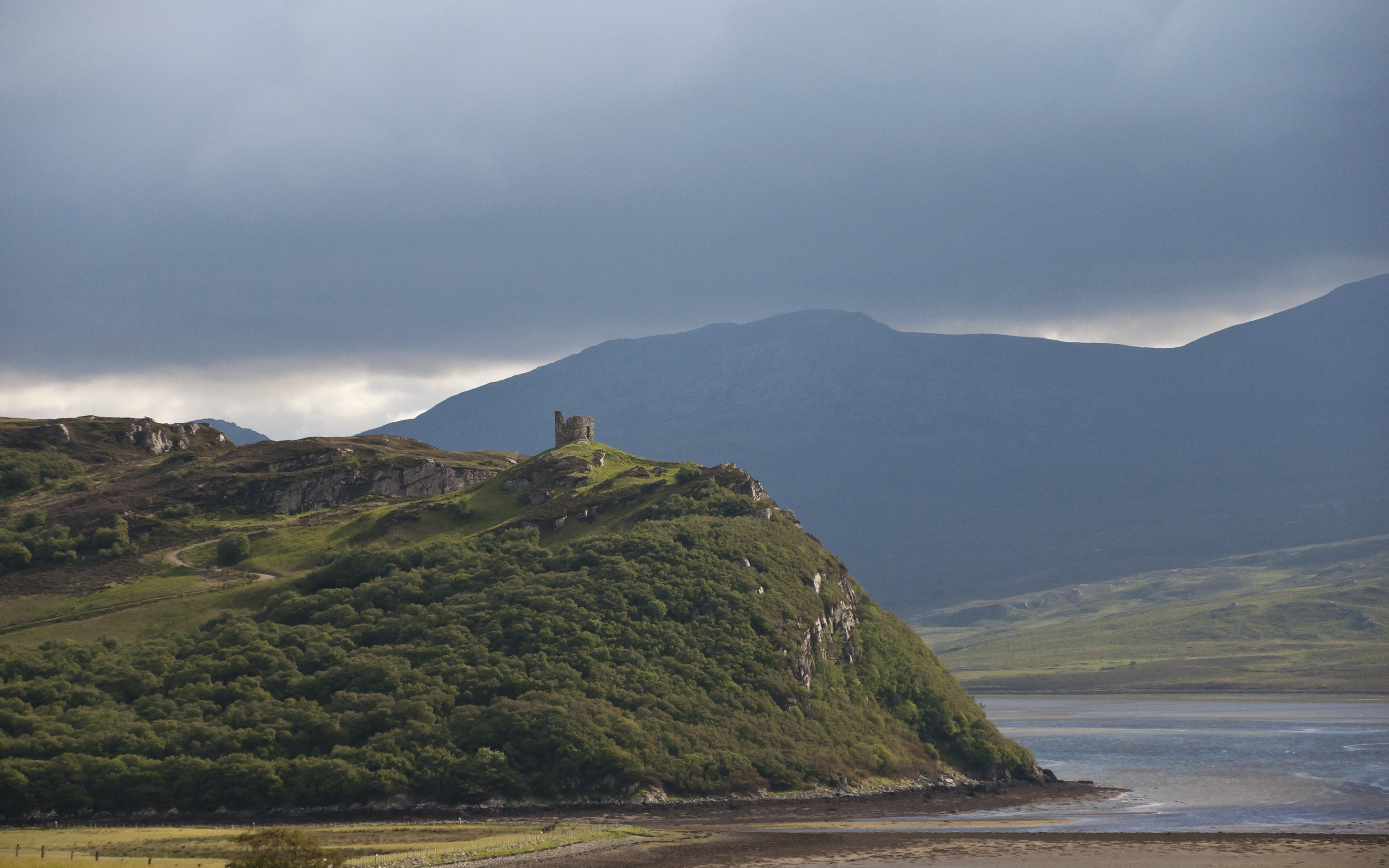
Castle Varrich
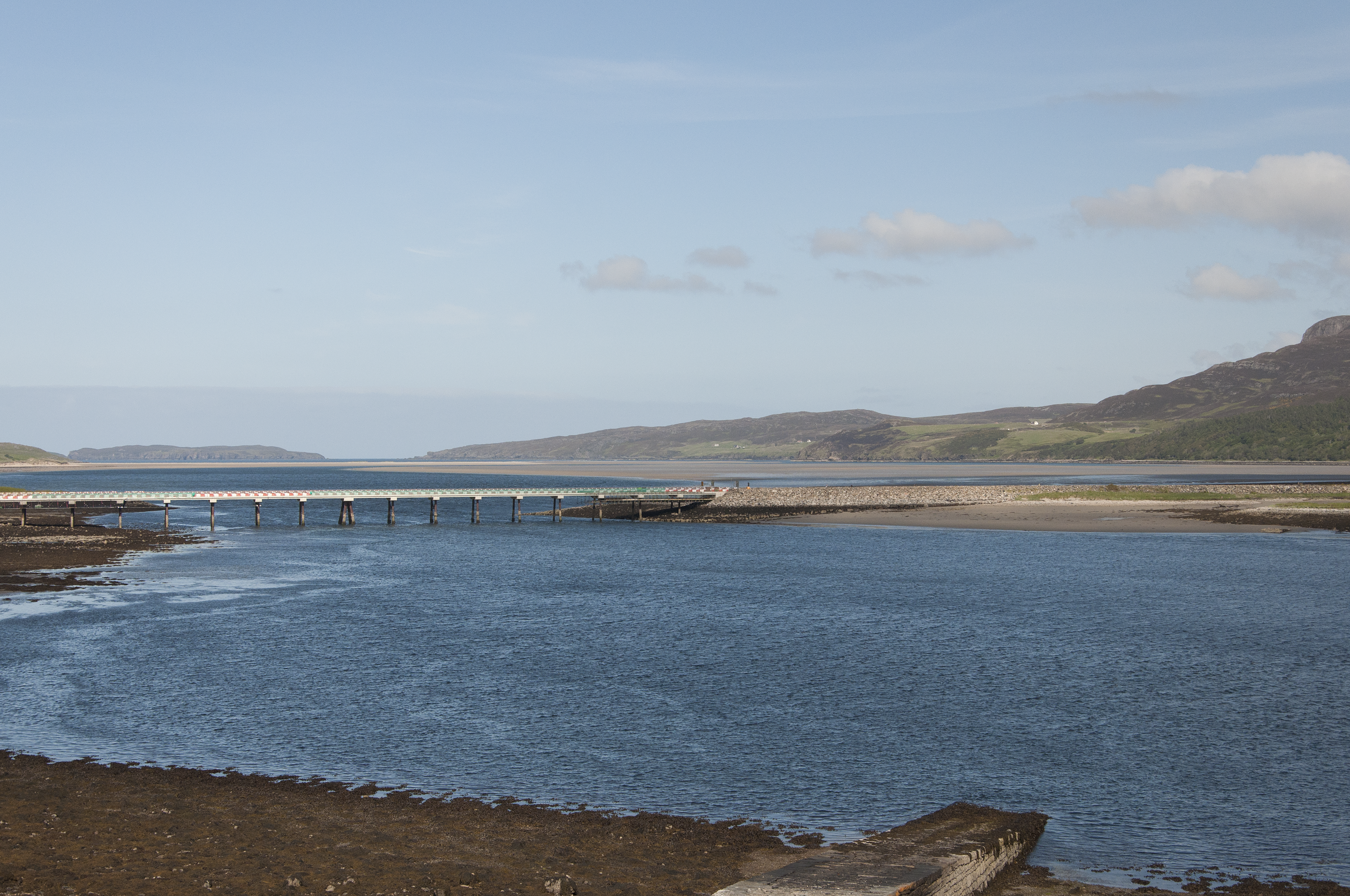
Brug over de Kyle of Tongue vanaf de westelijke zijde in Achuvoldrach

- Library of Congress Control Number: nr99017269
- Nationale Bibliotheek van Israël: 987007494106705171
- Virtual International Authority File: 124785366